# Різдво (картина Крістуса)
Різдво — картина голландського художника Петруса Крістуса.
Тема картини — народження Ісуса у стайні. Навколо Дитини стоять Богородиця зі Святим Йосипом та четверо ангелів. Усі фігури занурені в споглядання, що викликане думкою про пізнішу смерть Христа на хресті. За частково зруйнованою стіною пастухи стоячи розмовляють між собою.
Сцену художник розмістив всередині різьбленої арки. По обидва боки арки вирізані зображення Адама та Єви, які прикривають інтимні місця. На рельєфах над ними зображено шість сцен із Книги Буття, від вигнання з раю до святкування Каїна після вбивства свого брата Авеля. Дві колони підпирають дві фігури, що натякають на міфічного Атланта. Метафора, представлена таким чином, говорить про первородний гріх, який вчинили перші люди, про наслідки вчинку, який ліг на плечі наступних поколінь. Народження Христа знаменує кінець рабства та укладення Нового Заповіту смертю на хресті. На подальші події на Голгофі вказує міський пейзаж, який видно в глибині, і зображає Єрусалим.
Йосип намальований босоніж, перед ним видно його сандалі. Ця деталь посилається на Божу заповідь Мойсея йому:
|  | [Бог] сказав йому: «Не приходьте сюди! Знімайте сандалі з ніг, бо місце, де ви стоїте, є святим» (Вих 3, 5) |